# 九龍巴士6E線 (第一代)
九龍巴士6E線是香港九龍一條已停駛的巴士路線。

## 歷史
- 1978年5月16日：路線投入服務，來往長沙灣（甘泉街）及觀塘（裕民坊），祇於早上及黃昏繁忙時間提供服務。
- 1985年7月27日：觀塘總站遷往觀塘（月華街）。
- 1991年6月24日：路線取消服務。

## 取消前行車路線
- 長沙灣（甘泉街）開途經：甘泉街、長沙灣道、界限街、太子道西，太子道東、觀塘道、偉業街、勵業街、觀塘道、康寧道及物華街。

- 觀塘（月華街）開途經：月華街、協和街、同仁街、裕民坊、康寧道、觀塘道、勵業街、海濱道、順業街、偉業街、觀塘道、太子道東、太子道西、砵蘭街、汝州街、欽州街、長沙灣道、通州西街、青山道及甘泉街。

## 取消前用車
此路線截至取消當天，共獲派4輛用車，包括2輛丹尼士喝采（N）及2輛丹尼士統治者（DM），由觀塘車廠及荔枝角車廠共同派車。
| 車隊編號 | 車牌   |
| -------- | ------ |
| N221     | CN1843 |
| N362     | CU7674 |
| DM12     | DA8758 |
| DM32     | DC6683 |